# PIN (musikgrupp)
PIN, bildat 2003 i Chorzów, är en polsk musikgrupp som består av fem medlemmar.

## Karriär
Gruppen gav ut sitt debutalbum 0001 den 22 augusti 2005. De har sedan dess släppt ytterligare två album, Muzykoplastyka år 2008 och Film o sobie år 2011. Albumen har alla nått placeringar mellan 34 och 43 på den polska albumlistan. De har gett ut 9 av låtarna från albumen som singlar.

## Medlemmar

### Nuvarande
- Andrzej Lampert, Sång
- Sebastian Kowol, Gitarr
- Alek Woźniak, Klaverinstrument
- Erwin Rudy, Elbas
- Adam Jendrzyk, Trumset

### Tidigare
- Wojtek Fedkowicz, Trumset

## Diskografi

### Album
- 2005 – 0001
- 2008 – Muzykoplastyka
- 2011 – Film o sobie

### Singlar
- 2005 – "Bo to co dla mnie"
- 2006 – "Odlot aniołów"
- 2006 – "Wina mocny smak"
- 2008 – "Niekochanie"
- 2008 – "Pójdę pod wiatr, jak najdalej"
- 2009 – "Wino i śpiew"
- 2009 – "Konstelacje"
- 2011 – "Film o sobie"
- 2011 – "Na pustej drodze"